# Bảo tàng quốc gia Warszawa
Bảo tàng quốc gia tại Warsaw (tiếng Ba Lan: Muzeum Narodowe w Warszawie), viết tắt phổ biến là MNW, một trong những bảo tàng lớn nhất ở Ba Lan và lớn nhất ở thủ đô Warsaw. Nó bao gồm 1 bộ sưu tập nghệ thuật cổ đại (Ai Cập, Hy Lạp, La Mã), gồm khoảng 11.000 hiện vật, một bộ sưu tập tranh Ba Lan phong phú từ thế kỷ XVI và một bộ sưu tập tranh nước ngoài (Ý, Pháp, Bắc Bỉ, Hà Lan, Đức và Nga) bao gồm một số bức tranh từ bộ sưu tập tư nhân của Adolf Hitler, đã được chính quyền Mỹ nhượng lại cho Bảo tàng ở Đức sau chiến tranh. Ngoài ra, bảo tàng cũng là quê hương của bộ sưu tập nghiên cứu tiền đúc, của một phòng trưng bày của mỹ thuật ứng dụng và của một bộ phận của nghệ thuật phương Đông, với bộ sưu tập lớn nhất của nghệ thuật Trung Quốc tại Ba Lan, bao gồm 5.000 hiện vật.
Niềm vinh dự của Bảo tàng là phòng trưng bày Faras với bộ sưu tập lớn nhất Châu Âu của nghệ thuật Cơ đốc người Nubian và phòng trưng bày của nghệ thuật thời Trung cổ với các đồ tạo tác từ tất cả các vùng lịch sử liên quan đến Ba Lan, được bổ sung bởi các tác phẩm chọn lọc ở các vùng miền khác ở Châu Âu.

## Lịch sử
Bảo tàng quốc gia tại Warsaw được thành lập vào ngày 20 tháng 5 năm 1862, với cái tên là " Bảo tàng mỹ thuật, Warsaw" vào năm 1916 được đặt tên lại là "Bảo tàng quốc gia, Warsaw" (bao gồm các bộ sưu tập từ bảo tàng và viện văn hóa chẳng hạn như Hiệp hội chăm sóc các di tích của quá khứ, Bảo tàng Cổ vật tại Đại học Warsaw, Bảo tàng Hiệp hội Khuyến khích Mỹ thuật và Bảo tàng Công nghiệp và Nông nghiệp).

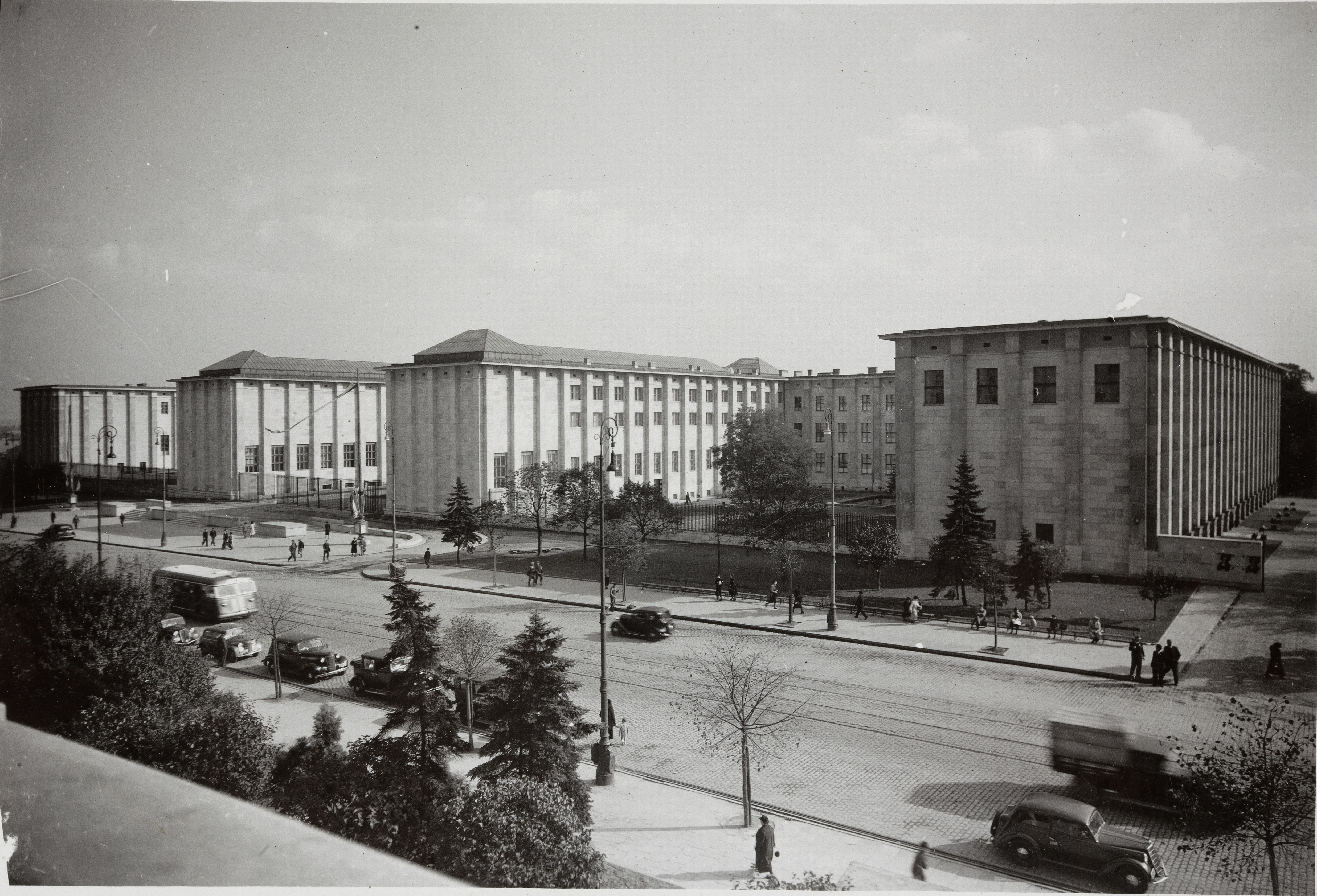
Mặt tiền chính của Bảo tàng quốc gia, 1938

Bộ sưu tập, trên Đại lộ Jerusalem, nằm trong một tòa nhà được thiết kế bởi Tadeusz Tolwiński, được phát triển từ năm 1927 đến 1938 (trước đó bảo tàng đã được đặt tại ulica Podwale 15). Năm 1932, một cuộc triển lãm nghệ thuật trang trí đã mở hai cánh được dựng lên trước đó của tòa nhà. Tòa nhà mới được khánh thành vào ngày 18 tháng 6 năm 1938. Tòa nhà hiện đại được xây dựng có mục đích, nằm ở rìa của Công viên Na Książęcem được thành lập từ năm 1776 – 79 cho Hoàng tử Kazimierz Poniatowski. Từ năm 1935, giám đốc bảo tàng là Stanisław Lorentz, người nỗ lực chỉ đạo cứu các tác phẩm nghệ thuật có giá trị nhất trong Thế chiến II.
Trong cuộc xâm lược Ba Lan, tòa nhà đã bị phá hủy và sau Cuộc bao vây Warsaw, bộ sưu tập đã bị cướp bởi Gestapo dưới sự chỉ huy của nhà sử học Đức Quốc xã Dagobert Frey, người đã chuẩn bị một danh sách tỉ mỉ các tác phẩm nghệ thuật có giá trị nhất trong các chuyến thăm chính thức từ Đức vào năm 1937. Trụ sở Gestapo đại diện bởi Rembrandt đã tặng cho Hans Frank bức chân dung của Maerten Soolmans như một món quà trong cuộc chiếm đóng Kraków và đóng gói tất cả mọi thứ khác để được vận chuyển đến Berlin. Sau chiến tranh, Chính phủ Ba Lan, dưới sự giám sát của Giáo sư Lorentz, đã lấy lại được nhiều tác phẩm bị người Đức cướp đoạt lúc đó. Tuy nhiên, hơn 5.000 hiện vật vẫn còn mất tích. Nhiều tác phẩm nghệ thuật, vào thời điểm đó chưa rõ hoặc không rõ nguồn gốc  (ví dụ: có nguồn gốc từ kho lưu trữ nghệ thuật của Đức Quốc xã ở Ba Lan phục hồi lãnh thổ ở Kamenz, Karthaus, Liebenthal và Rohnstock trong số những vùng khác) đã bị chính quyền Cộng sản quốc hữu hóa  bằng cách sử dụng các nghị định và đạo luật liên tiếp  từ năm 1945, 1946 và 1958 và được đưa vào bộ sưu tập bảo tàng với cái tên là tài sản bị bỏ hoang. Hiện tại, bộ sưu tập của Bảo tàng Quốc gia tại Warsaw bao gồm hơn 780.000 vật phẩm được trưng bày trong nhiều phòng trưng bày cố định, bao gồm Phòng trưng bày Giáo sư Kazimierz Michałowski Faras và các phòng trưng bày về nghệ thuật cổ đại, nghệ thuật thời trung cổ, hội họa, thợ kim hoàn, nghệ thuật trang trí và nghệ thuật phương Đông, cũng như nhiều triển lãm tạm thời.
Trong khoảng thời gian từ 2008 - 2013, "Sứ mệnh khảo cổ học Ba Lan" Tyritake "của Bảo tàng Quốc gia tại Warsaw" đã tiến hành các công trình tại Tyritake, Crimea. Năm 2016, "Sứ mệnh khảo cổ học Ba Lan" Olbia "đã bắt đầu các công trình tại khu khảo cổ - Olbia ở Ukraine. Cả hai đều được lãnh đạo bởi quản lý Alfred Twardecki của Phòng trưng bày nghệ thuật cổ đại. Năm 2010, Bảo tàng Quốc gia là một trong những tổ chức nhà nước đầu tiên trên thế giới, đã tổ chức một triển lãm hoàn toàn dành cho nghệ thuật đồng tính - Ars Homo Erotica. Kể từ năm 2011 – 2012, bảo tàng cũng được coi là một trong những bảo tàng hiện đại nhất ở châu Âu với đèn LED chiếu sáng bằng máy tính cho phép nâng cao chất lượng của các bức tranh và hiện vật.

### Bộ sưu tập nổi bật

Tranh ngoại
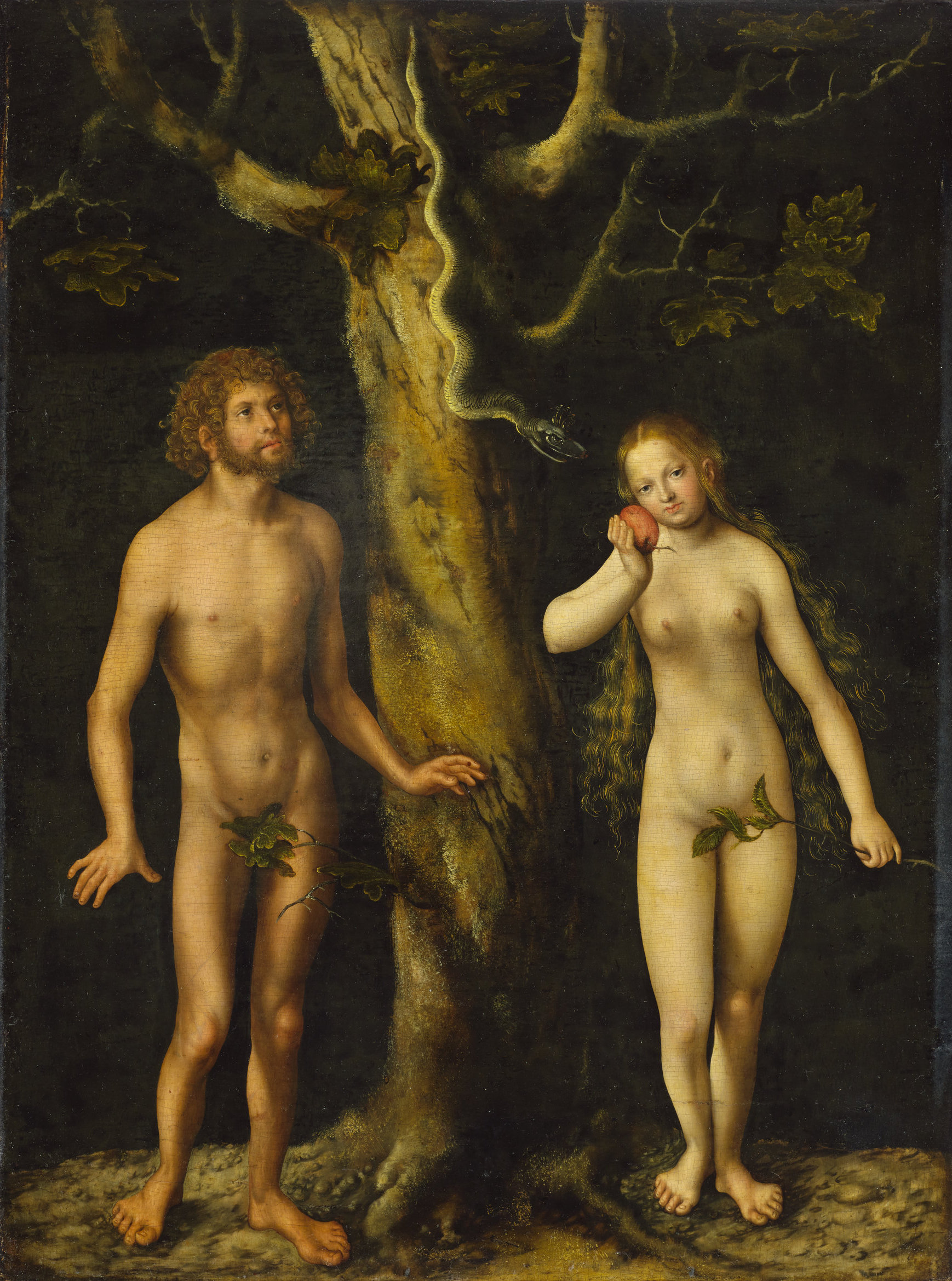
Adam và Eva, Lucas Cranach Trưởng lão
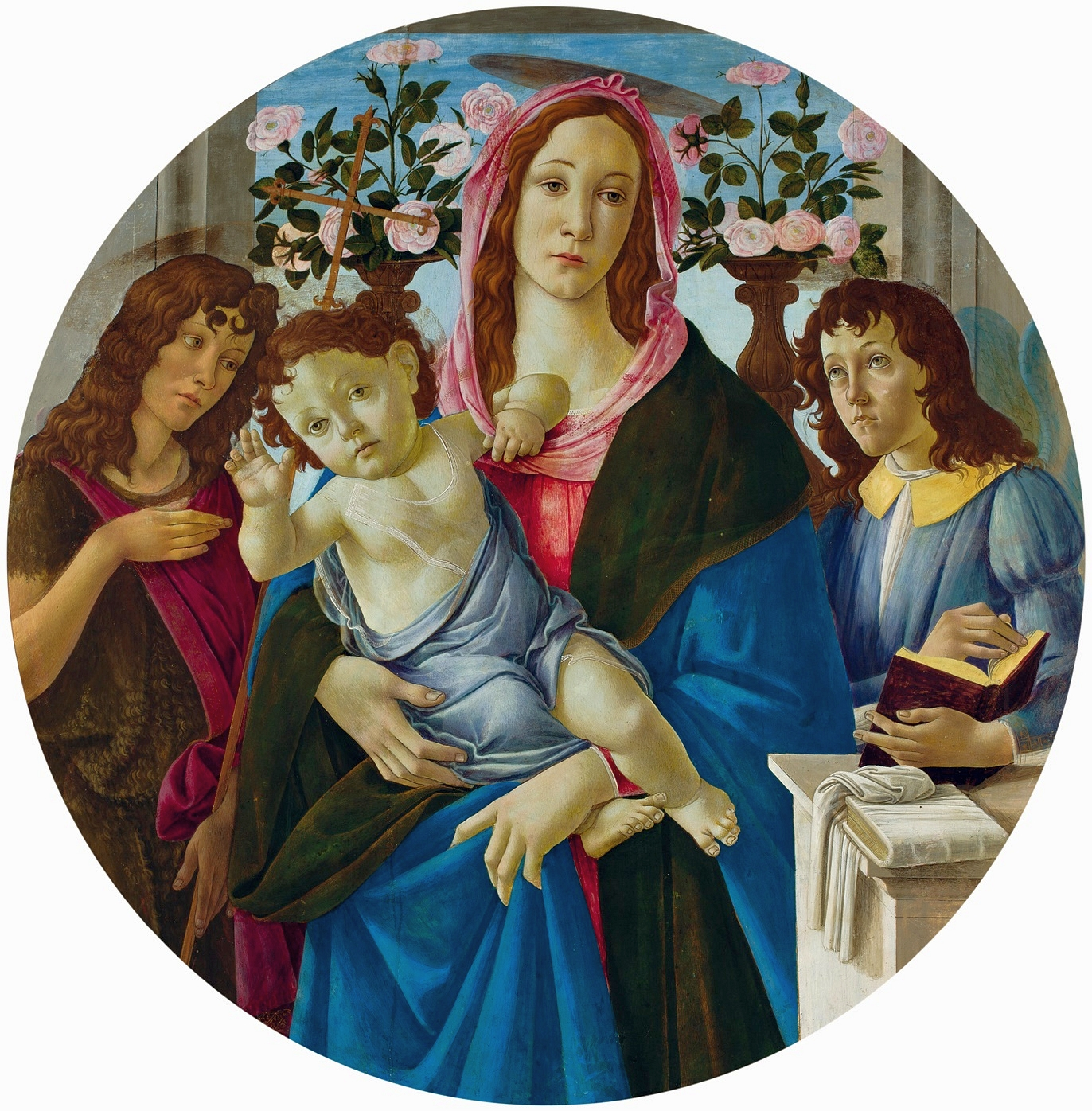
Thánh mẫu và em bé, Sandro Botticelli
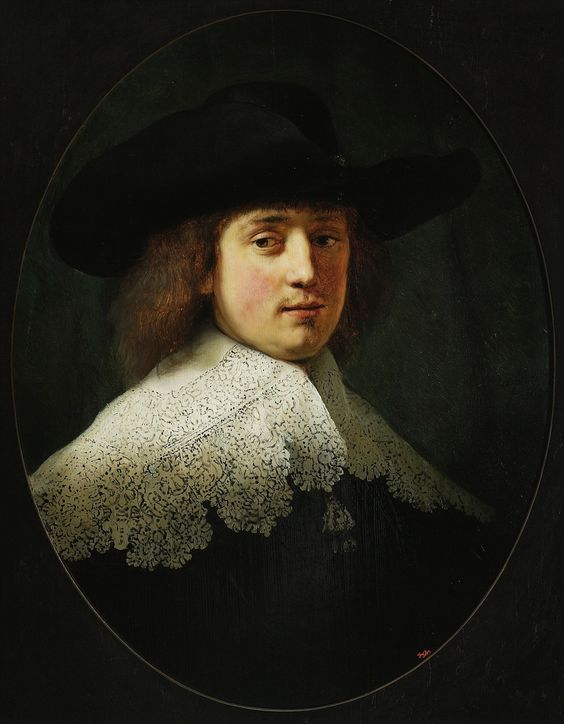
Maerten Soolmans, Rembrandt
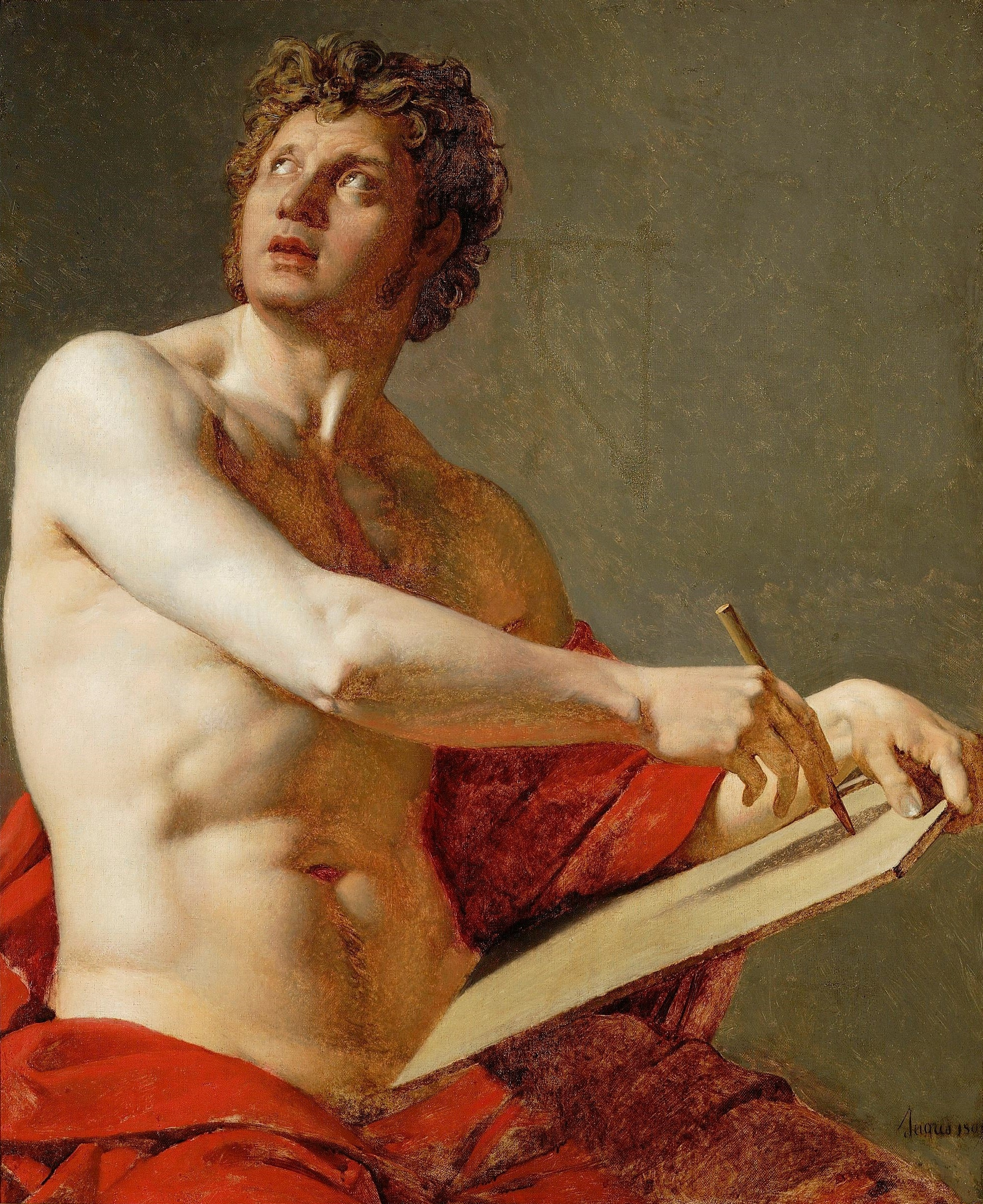
Nghiên cứu học thuật của đàn ông, Jean Auguste Dominique Ingres
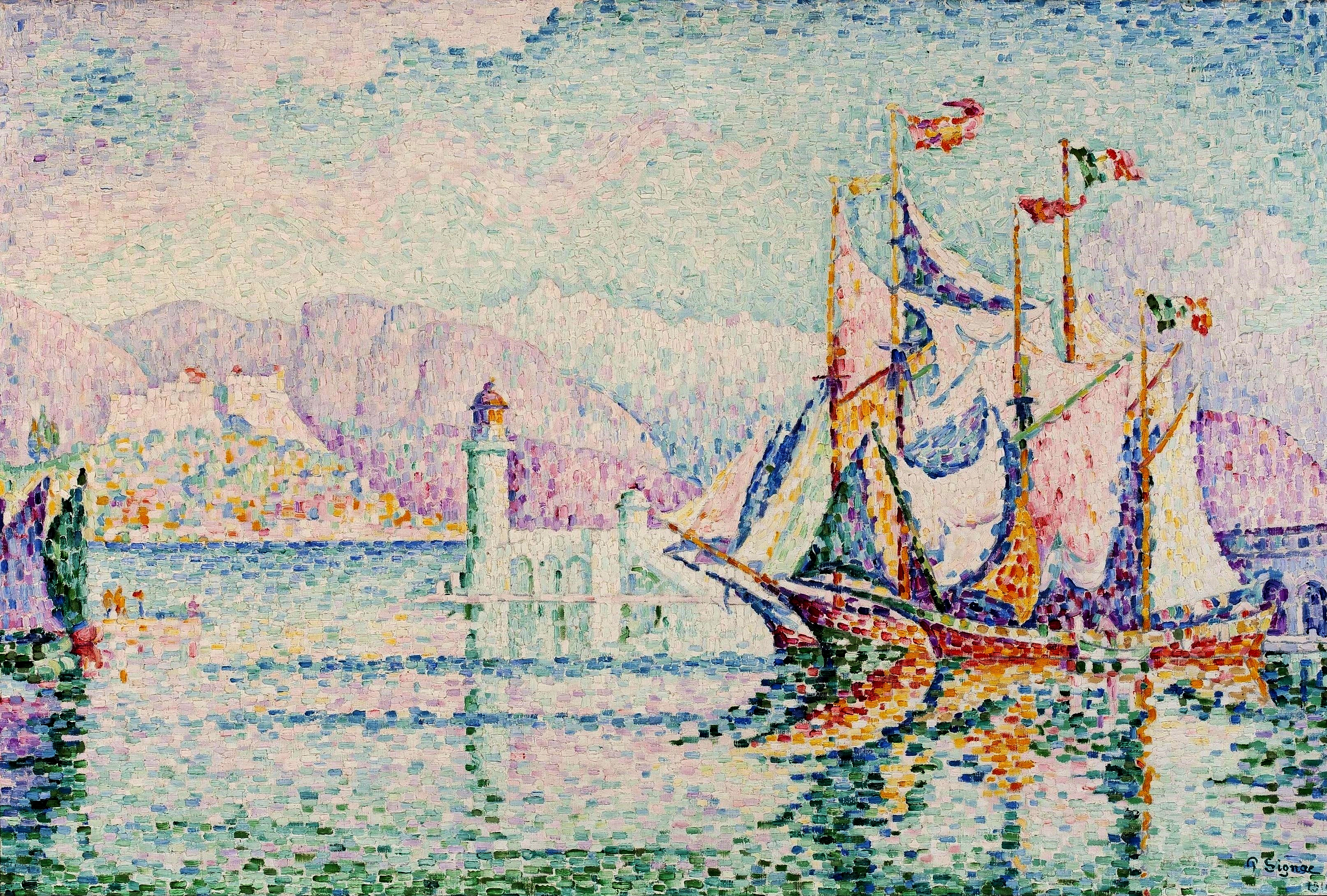
Antibes - Buổi sáng, Paul Signac
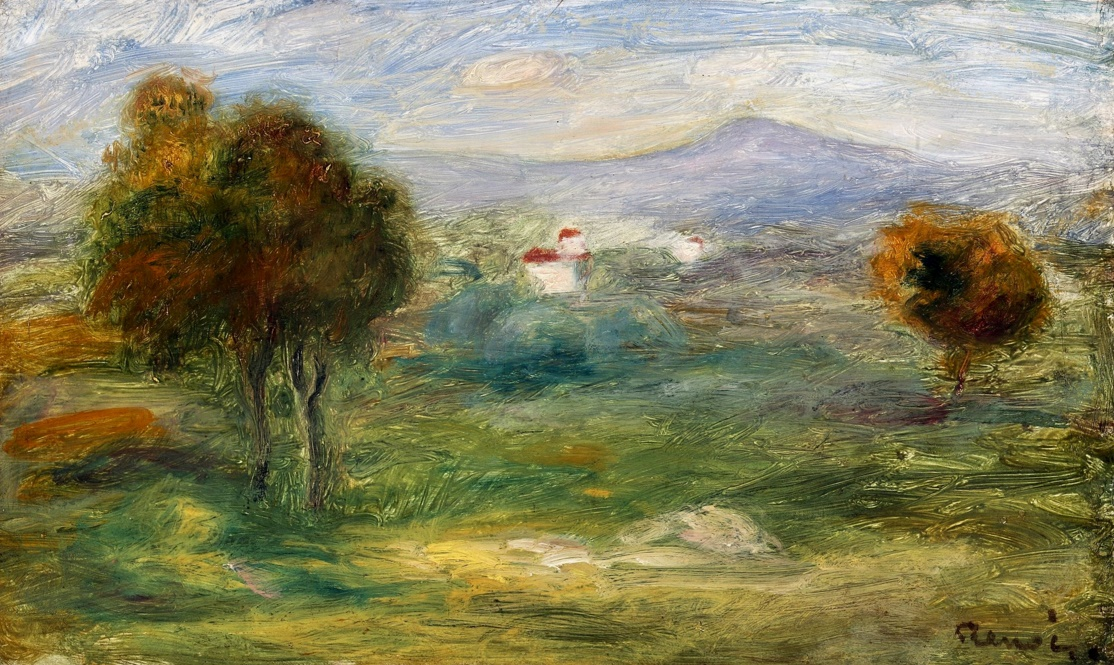
Phong cảnh gần Cros-de-Cagnes, Pierre-Auguste Renoir
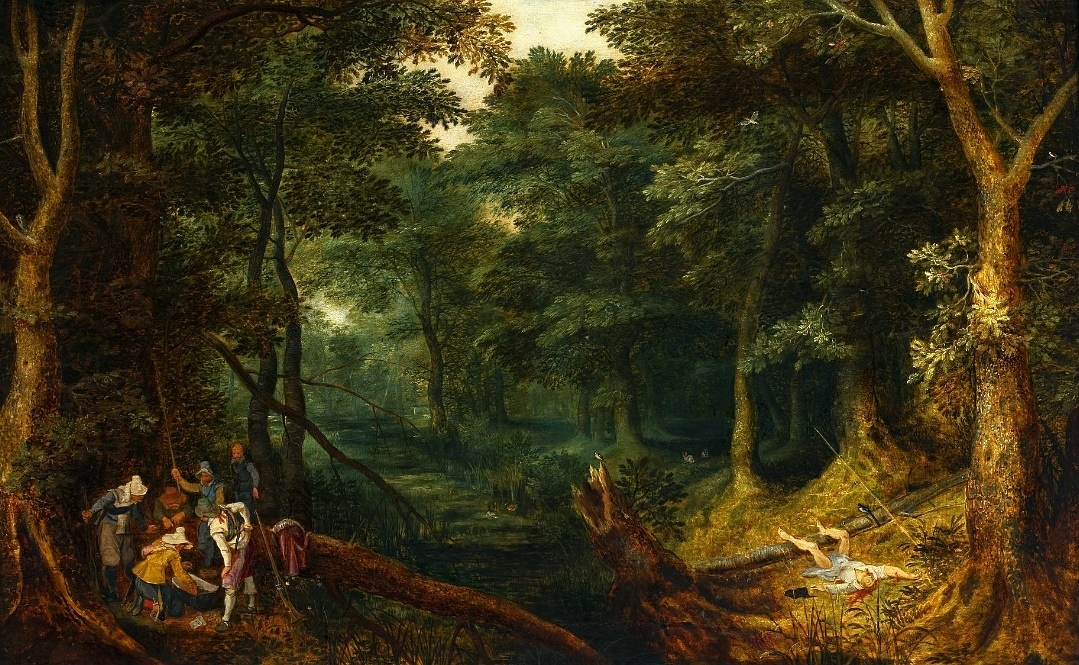
Phong cảnh với những tên cướp chia sẻ đồ cước được, Jan Brueghel the Elder
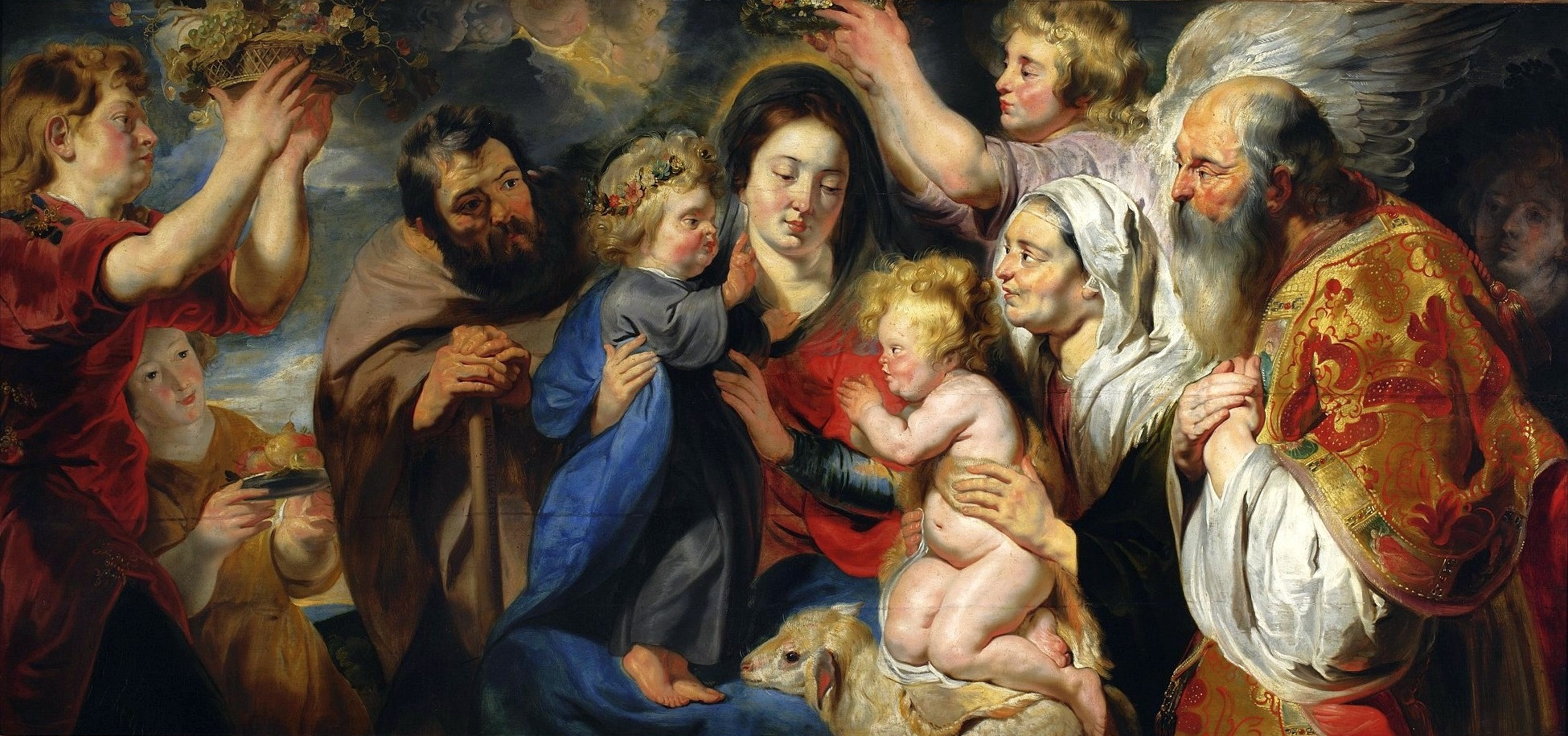
Gia đình linh thiêng với thánh John, Jacob Jordaens
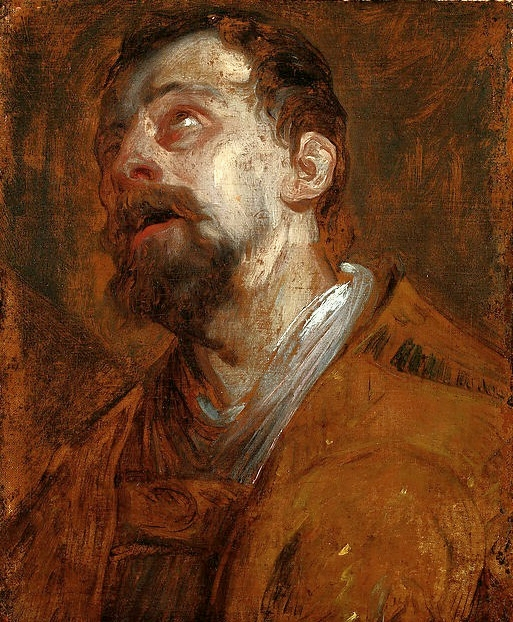
Nghiên cứu về một vị thánh, Anthony van Dyck
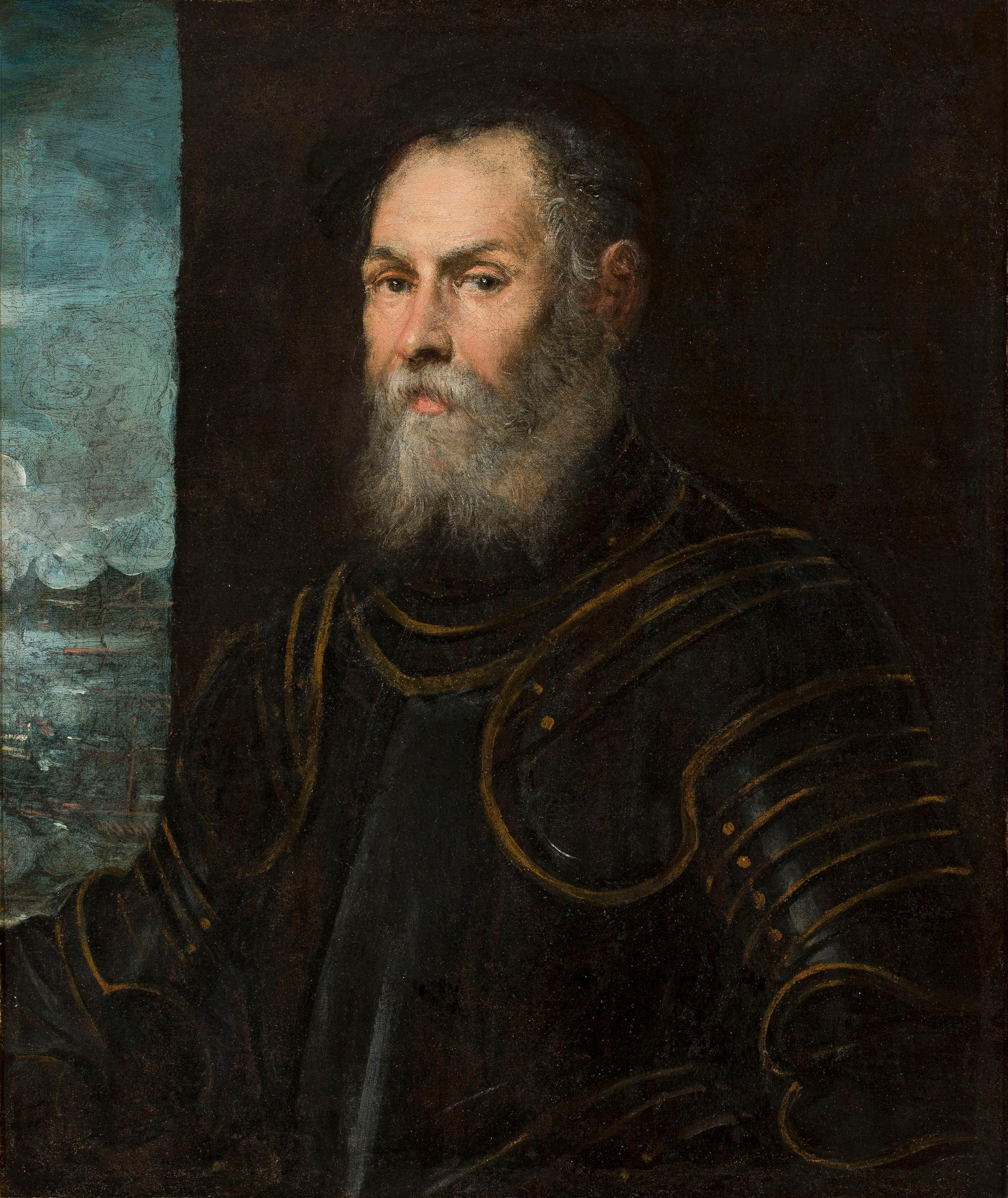
Chân dung của một đô đốc Venice, Tintoretto

Tranh Ba Lan
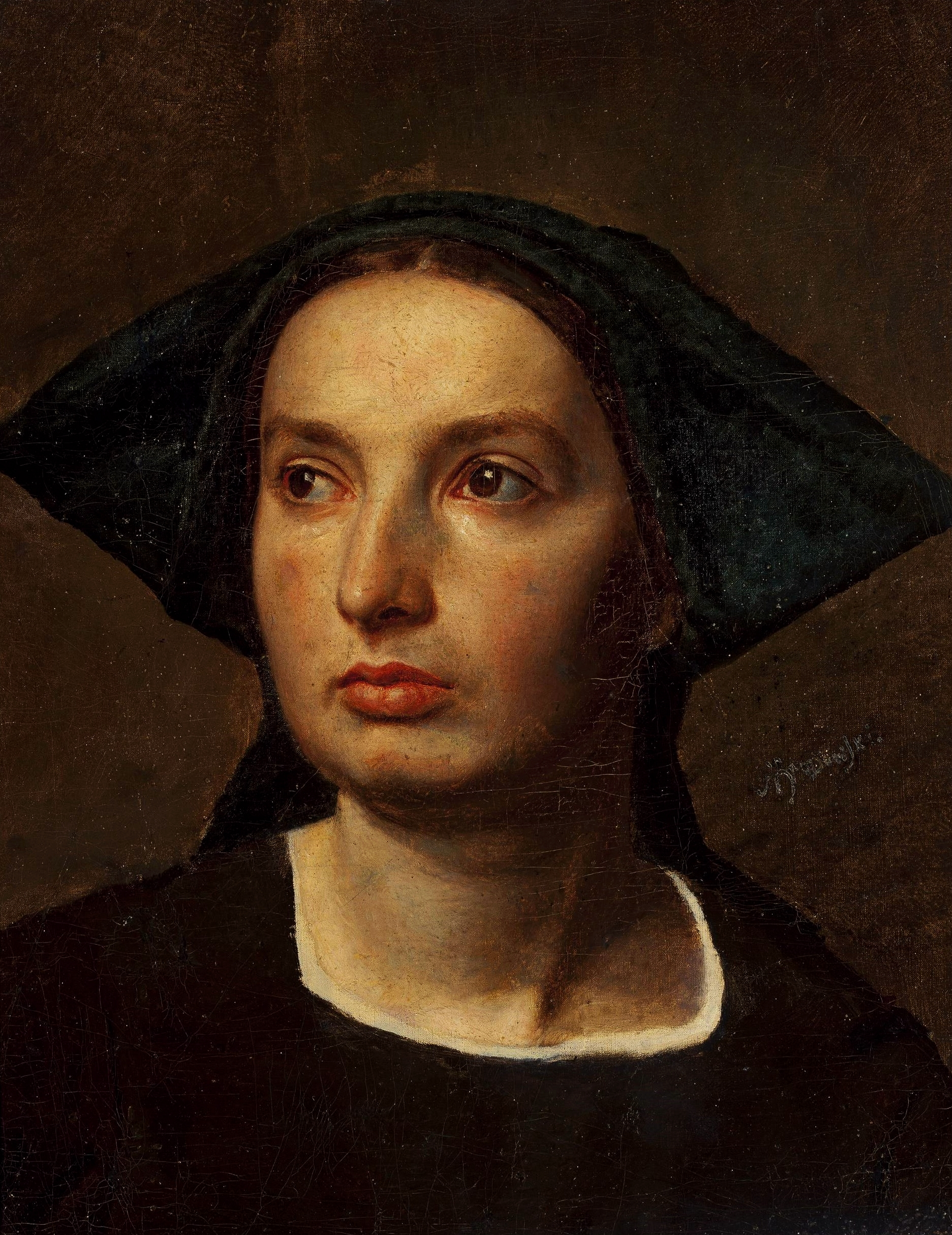
Chân dung người phụ nữ, Antoni Brodowski
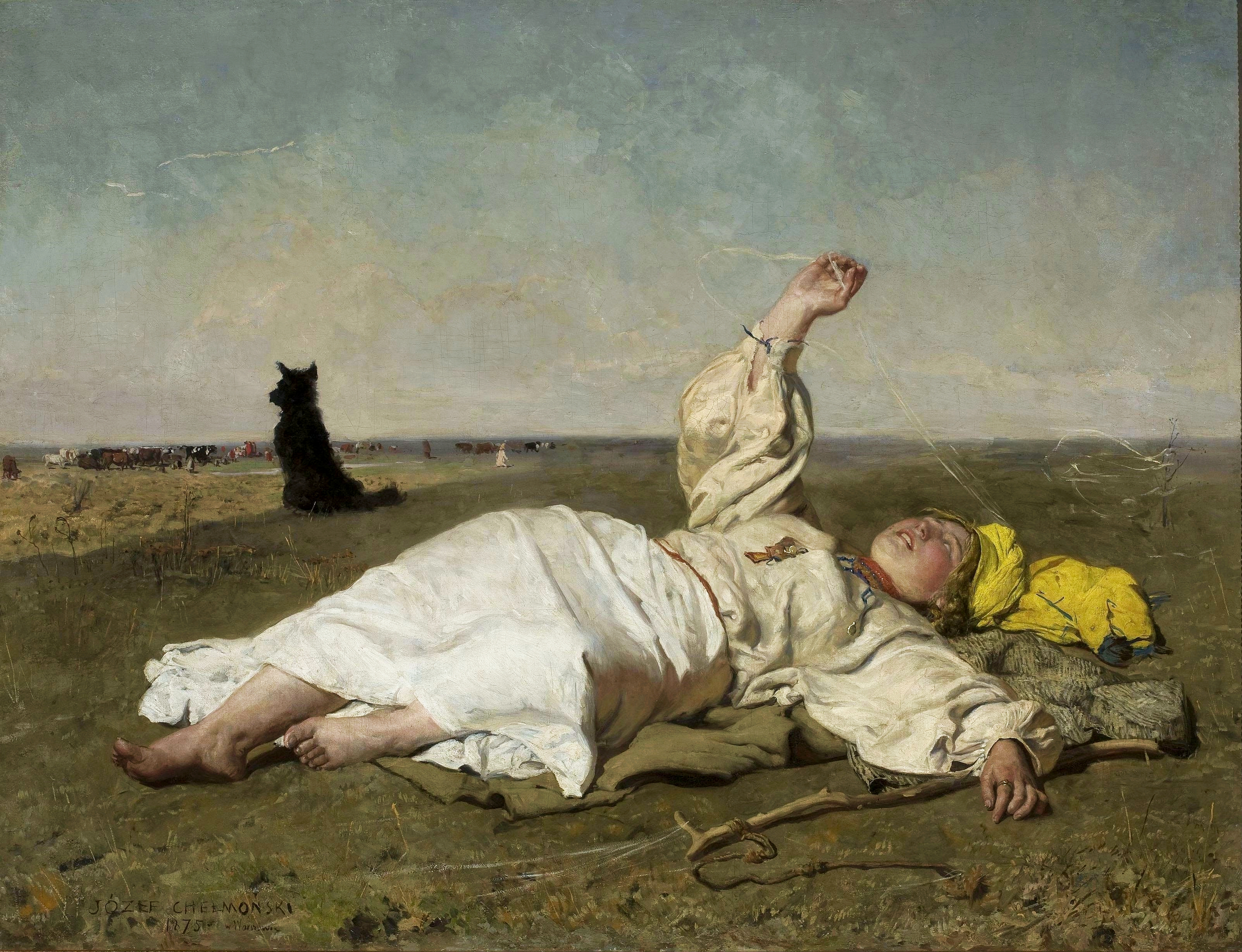
Mùa hè Ấn Độ, Józef Chełmoński
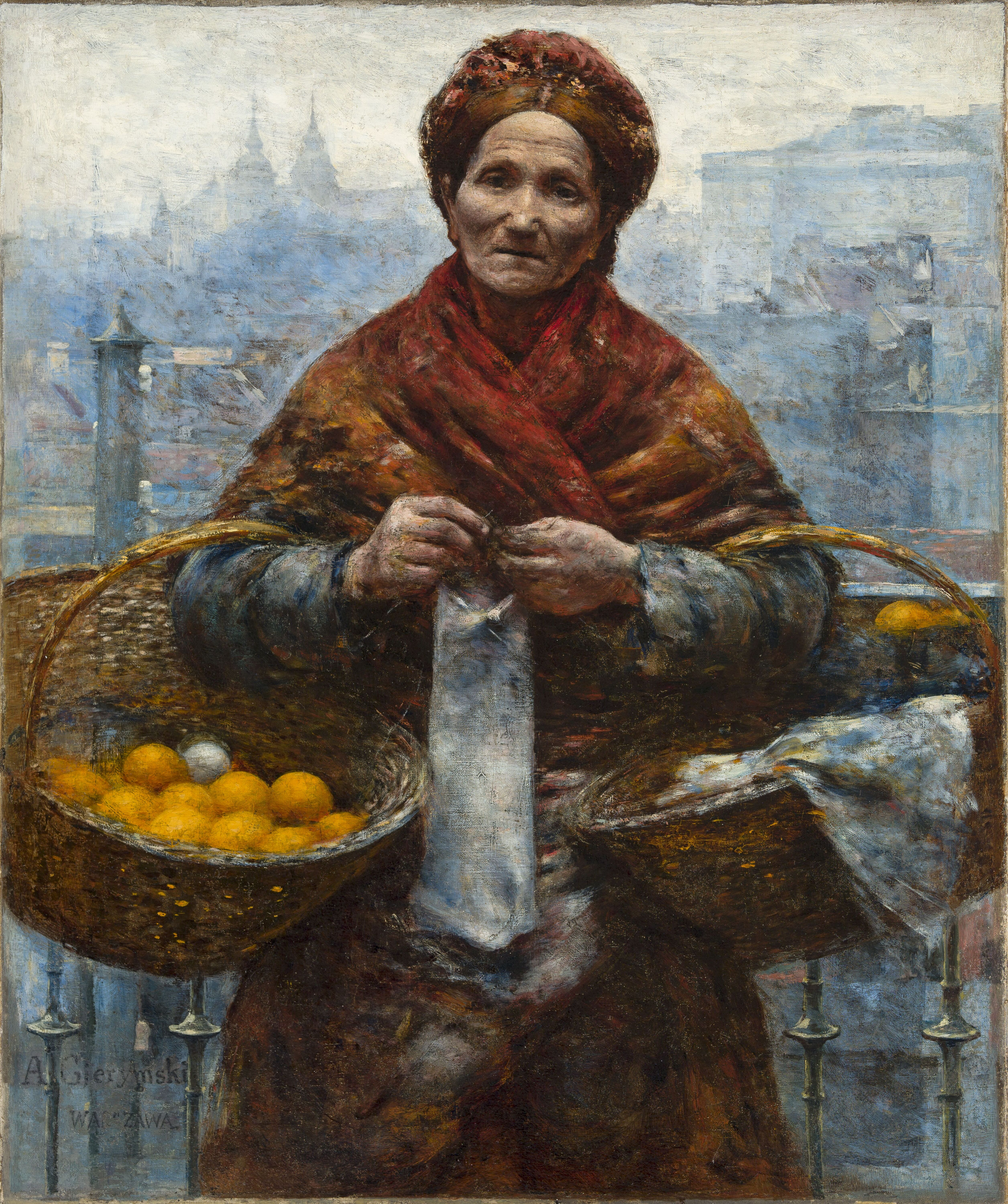
Người phụ nữ Do Thái bán cam, Aleksander Gierymski
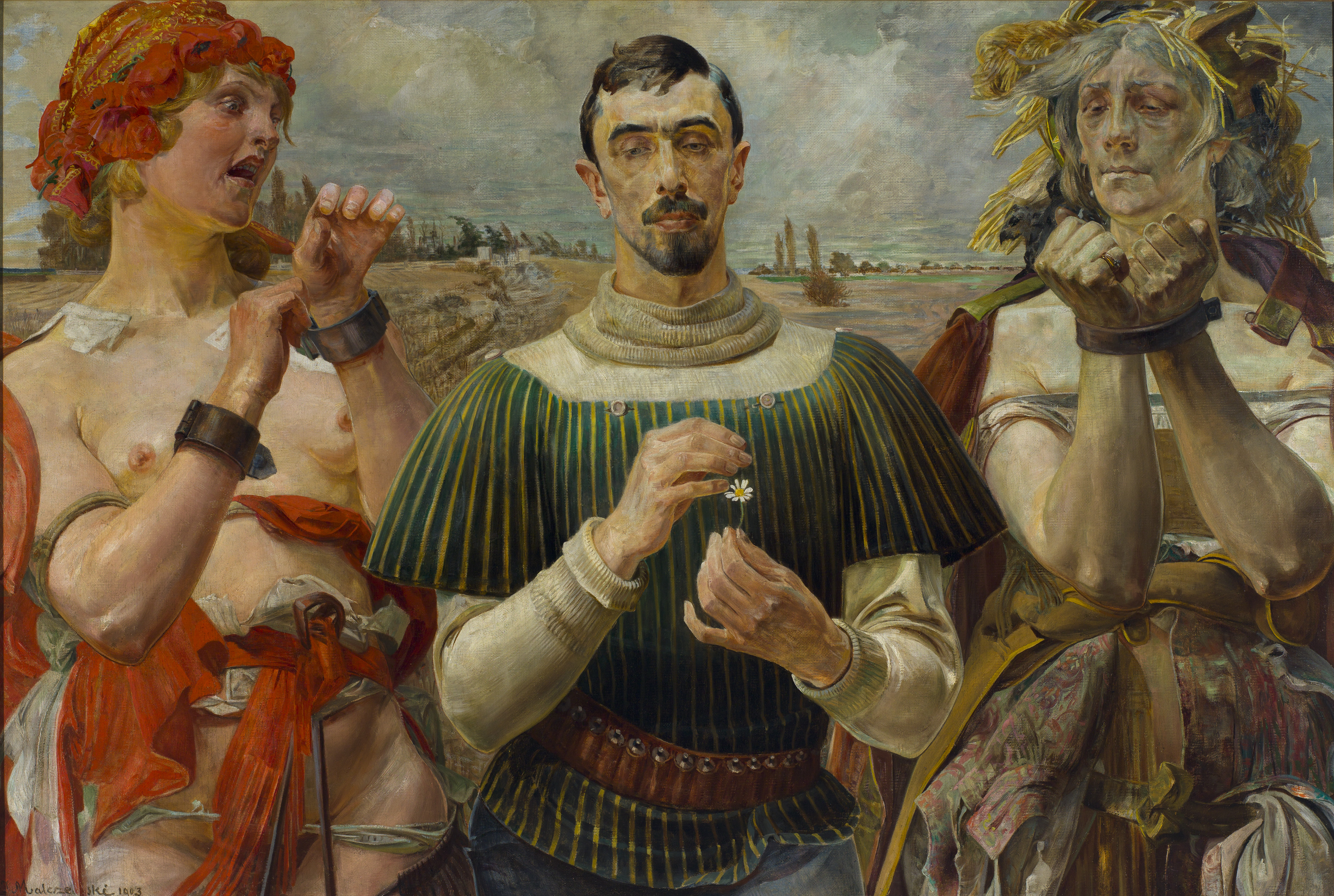
Thôn xóm Ba Lan, Jacek Malczewski
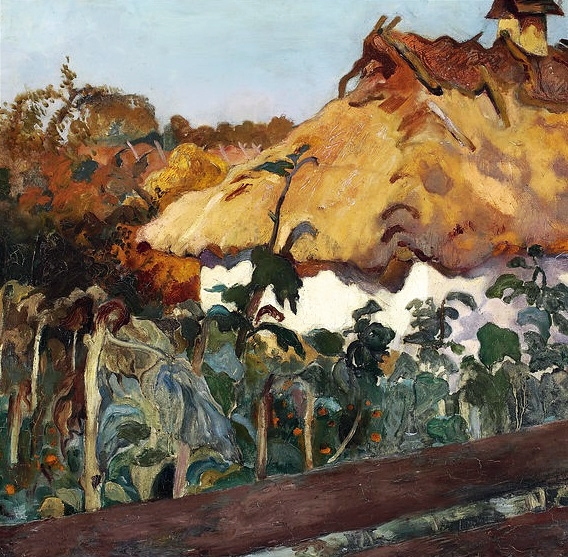
Một ngôi nhà, Kazimierz Sichulski